# Nicolás Queiróz
Nicolás Queiróz Martínez (n. Montevideo, Uruguay; 7 de mayo de 1996) es un futbolista uruguayo. Juega de mediocampista y su actual equipo es Montevideo Wanderers de la Primera División de Uruguay.

## Trayectoria

### Montevideo Wanderers
Se inició como futbolista en las divisiones menores del club Montevideo Wanderers, debutando con el equipo de primera en el 2015 bajo el mando del DT Alfredo Arias , teniendo un buen desempeño.

### Emelec
A mediado del 2018, bajo el pedido exclusivo del DT uruguayo Alfredo Arias, el futbolista firmó por un año con opción a compra en el Emelec, destacando por su buen juego, inclusive siendo comparado con el futbolista Toninho Vieira, hecho que lo catalogaron como uno de los mejores refuerzos del 2018.
A comienzos del 2019, el futbolista es comprado al 100% por parte de los millonarios que oficializaron la compra cerca del millón de dólares.

### Tristán Suárez
En 2022 fue cedido a préstamo por un año a Tristán Suárez de la Primera Nacional de Argentina.

## Vida personal
Es hermano del también futbolista Facundo Queiróz.

## Clubes
| Club                          | País      | Año         | Partidos |
| ----------------------------- | --------- | ----------- | -------- |
| Montevideo Wanderers          | Uruguay   | 2015 - 2017 | 47       |
| Emelec                        | Ecuador   | 2018 - 2019 | 18       |
| Liga de Portoviejo (Préstamo) | Ecuador   | 2020        | 1        |
| Atlético Porteño (Préstamo)   | Ecuador   | 2020        | 1        |
| Tristán Suárez (Préstamo)     | Argentina | 2022        | 7        |
| Rentistas                     | Uruguay   | 2022        | 13       |
| Club Deportivo Maldonado      | Uruguay   | 2023        | 29       |
| Centro Atlético Fénix         | Uruguay   | 2024        | 8        |
| Montevideo Wanderers          | Uruguay   | 2024 - act. | 11       |